# Dryopteris marginalis
Espèce
Dryopteris marginalis, ou dryoptère à sores marginaux, est une espèce de fougères du genre Dryopteris appartenant à la famille des Dryopteridaceae que l'on trouve à l'est de l'Amérique du Nord et au Groenland.

## Synonyme
- Polypodium marginale L.[2]

## Description
Cette espèce monomorphe sempervirente mesure de 30 cm à 1 mètre de hauteur et de 10 à 25 cm de largeur. Elle est caractérisée par ses sores de forme ronde à la marge du tissu foliaire. Ils virent au violet juste avant leur maturité.

## Habitat
Dryopteris marginalis apprécie l'ombre des terrains humides ou marécageux, les sols moyennement acides ou neutres. Elle croît également sur les pentes rocheuses non-calcaires, exposées au nord, à l'ombre de sous-bois, jusqu'à 1 500 mètres d'altitude.